# Jönköping megye
Jönköping megye (svédül: Jönköpings län) Dél-Svédország egyik megyéje. Szomszédai Halland, Västra Götaland, Östergötland, Kalmar és Kronoberg megyék.

## Tartomány
A megye a történelmi Småland északi részén fekszik. Habo és Mullsjö községeket (amelyek Västergötland tartományhoz tartoznak)  Västra Götaland megye 1999-ben átadta Jönköping megyének.

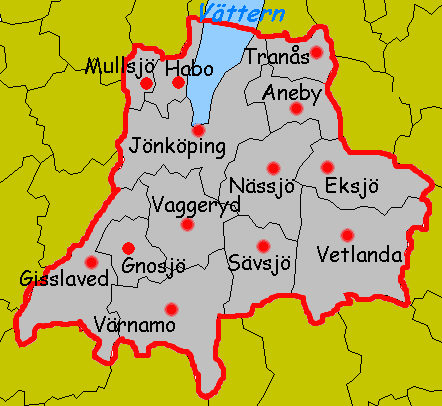

## Címer
A megye a címerét 1942-ben kapta meg. Összevonja Svédország címerét és Jönköping város címerét.

## Népesség
| Lakosok száma | 342 529 | 357 237 | 360 825 | 363 599 | 365 010 | 367 064 | 369 113 | 368 856 | 369 714 |
|               | 2014    | 2017    | 2018    | 2019    | 2020    | 2021    | 2022    | 2023    | 2024    |

## Külső hivatkozások
- Jönköping megye adminisztrációja
- Jönköping megye